# Sepx
Sepx est une commune française située dans l'ouest du département de la Haute-Garonne, en région Occitanie, en Comminges.
Sur le plan historique et culturel, la commune est dans le pays de Comminges, correspondant à l’ancien comté de Comminges, circonscription de la province de Gascogne située sur les départements actuels du Gers, de la Haute-Garonne, des Hautes-Pyrénées et de l'Ariège. Exposée à un climat océanique altéré, elle est drainée par le ruisseau de Bonnefont et par divers autres petits cours d'eau. La commune possède un patrimoine naturel remarquable composé de deux zones naturelles d'intérêt écologique, faunistique et floristique.
Sepx est une commune rurale qui compte 200 habitants en 2022, après avoir connu un pic de population de 635 habitants en 1851. Elle fait partie de l'aire d'attraction de Saint-Gaudens. Ses habitants sont appelés les Sepsois ou  Sepsoises.
Le patrimoine architectural de la commune comprend deux  immeubles protégés au titre des monuments historiques : l'église Notre-Dame de l'Assomption, inscrite en 1966, et l'abbaye de Bonnefont, inscrite en 1984.

## Géographie

### Localisation
La commune de Sepx se trouve dans le département de la Haute-Garonne, en région Occitanie.
Elle se situe à 70 km à vol d'oiseau de Toulouse, préfecture du département, à 11 km de Saint-Gaudens, sous-préfecture, et à 45 km de Bagnères-de-Luchon, bureau centralisateur du canton de Bagnères-de-Luchon dont dépend la commune depuis 2015 pour les élections départementales.
La commune fait en outre partie du bassin de vie de Saint-Gaudens.
Les communes les plus proches sont : 
Proupiary (1,9 km), Castillon-de-Saint-Martory (2,7 km), Saint-Médard (3,0 km), Cazeneuve-Montaut (3,5 km), Auzas (3,9 km), Aulon (4,4 km), Saint-Élix-Séglan (4,7 km), Savarthès (4,7 km).
Sur le plan historique et culturel, Sepx fait partie du pays de Comminges, correspondant à l’ancien comté de Comminges, circonscription de la province de Gascogne située sur les départements actuels du Gers, de la Haute-Garonne, des Hautes-Pyrénées et de l'Ariège.
Les communes limitrophes sont  Aulon, Castillon-de-Saint-Martory, Cazeneuve-Montaut, Latoue et Proupiary.
|        | Aulon                      | Cazeneuve-Montaut |
| Latoue | Sepx                       | Proupiary         |
|        | Castillon-de-Saint-Martory |                   |

### Paysages

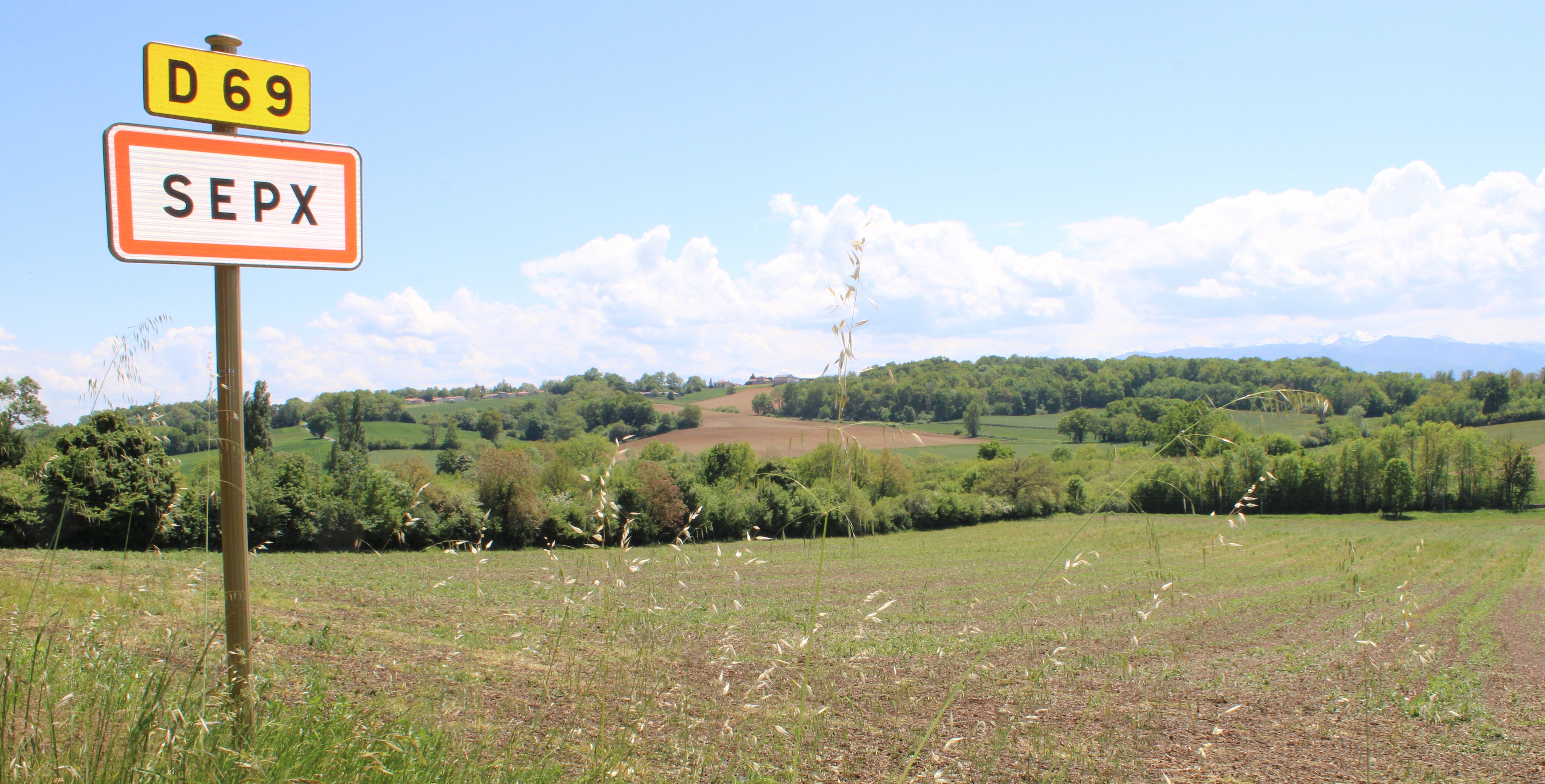
Entrée de la commune.
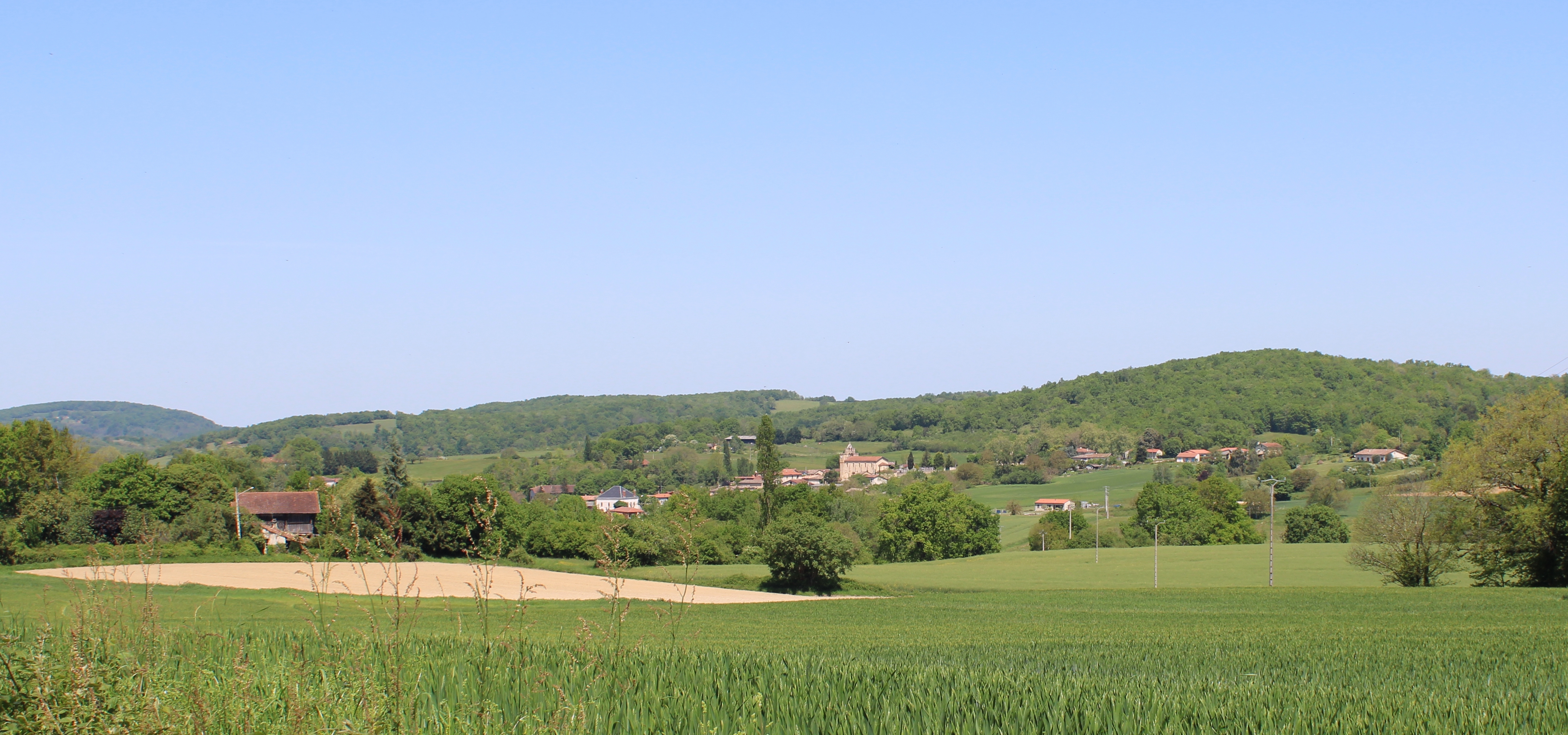
Panorama du village depuis la chapelle Saint-Roch.

### Géologie et relief
La superficie de la commune est de 1 237 hectares ; son altitude varie de 360  à   489 mètres.
Situé sur un chaînon argilo-calcaire orienté est-ouest faisant partie des « Petites Pyrénées », le village jouit d'une exposition plein sud et d'une vue panoramique sur la chaîne des Pyrénées.

### Hydrographie

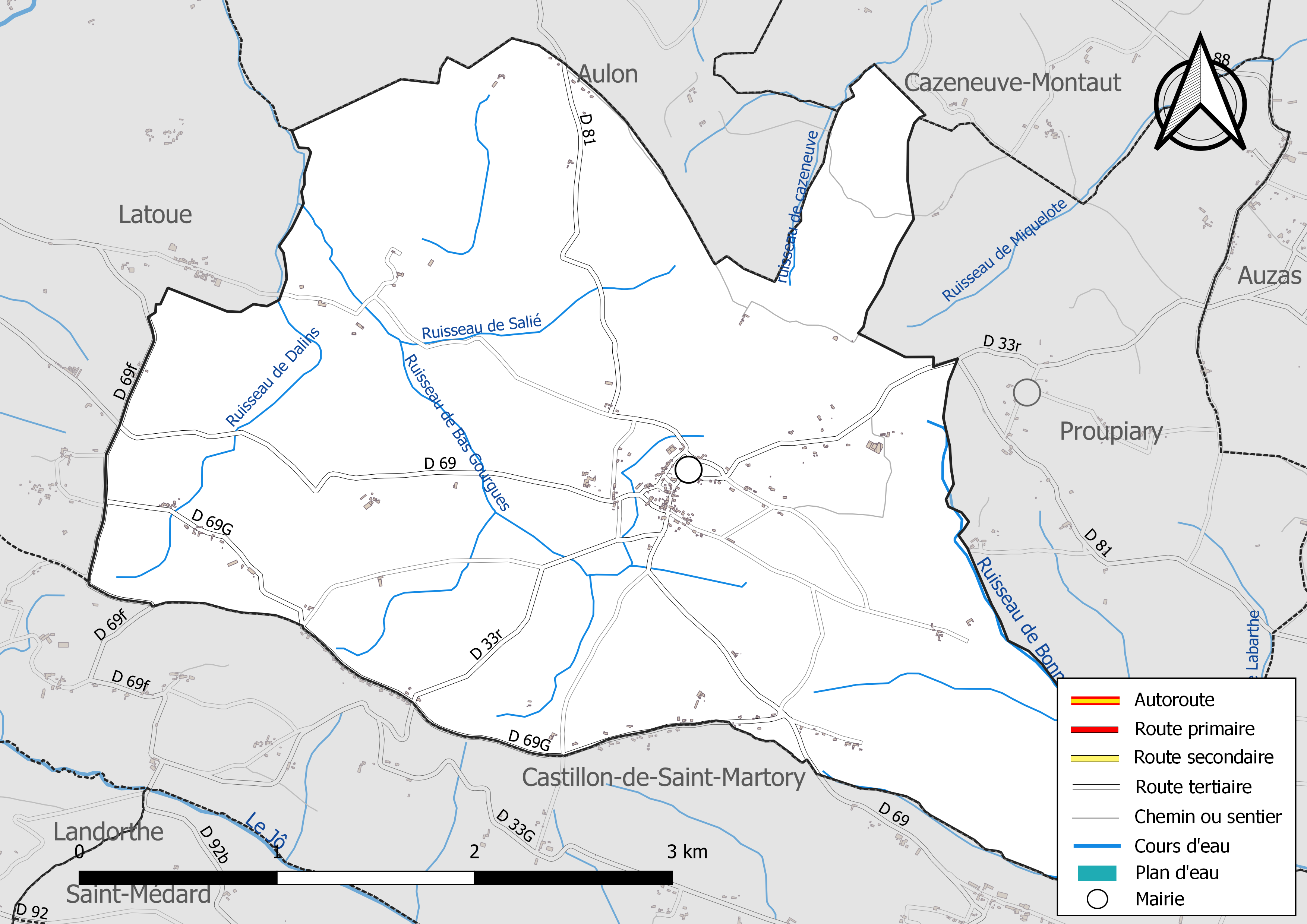
Réseaux hydrographique et routier de Sepx.

La commune est dans le bassin de la Garonne, au sein du bassin hydrographique Adour-Garonne. Elle est drainée par le ruisseau de Bonnefont, le ruisseau de Bas Gourgues, le ruisseau de cazeneuve, le ruisseau de Dalins, le ruisseau de Salié et par divers petits cours d'eau, constituant un réseau hydrographique de 16 km de longueur totale,.

### Climat
Pour des articles plus généraux, voir Climat de l'Occitanie et Climat de la Haute-Garonne.
En 2010, le climat de la commune est de type climat océanique altéré, selon une étude s'appuyant sur une série de données couvrant la période 1971-2000. En 2020, Météo-France publie une typologie des climats de la France métropolitaine dans laquelle la commune est exposée à un climat de montagne ou de marges de montagne et est dans la région climatique Pyrénées centrales, caractérisée par une pluviométrie annuelle de 1 000 à 1 200 mm.
Pour la période 1971-2000, la température annuelle moyenne est de 12,1 °C, avec une amplitude thermique annuelle de 14,6 °C. Le cumul annuel moyen de précipitations est de 917 mm, avec 9,2 jours de précipitations en janvier et 7,1 jours en juillet. Pour la période 1991-2020, la température moyenne annuelle observée sur la station météorologique la plus proche, située sur la commune de Clarac à 18 km à vol d'oiseau, est de 12,5 °C et le cumul annuel moyen de précipitations est de 804,9 mm,. Pour l'avenir, les paramètres climatiques de la commune estimés pour 2050 selon différents scénarios d’émission de gaz à effet de serre sont consultables sur un site dédié publié par Météo-France en novembre 2022.

### Milieux naturels et biodiversité

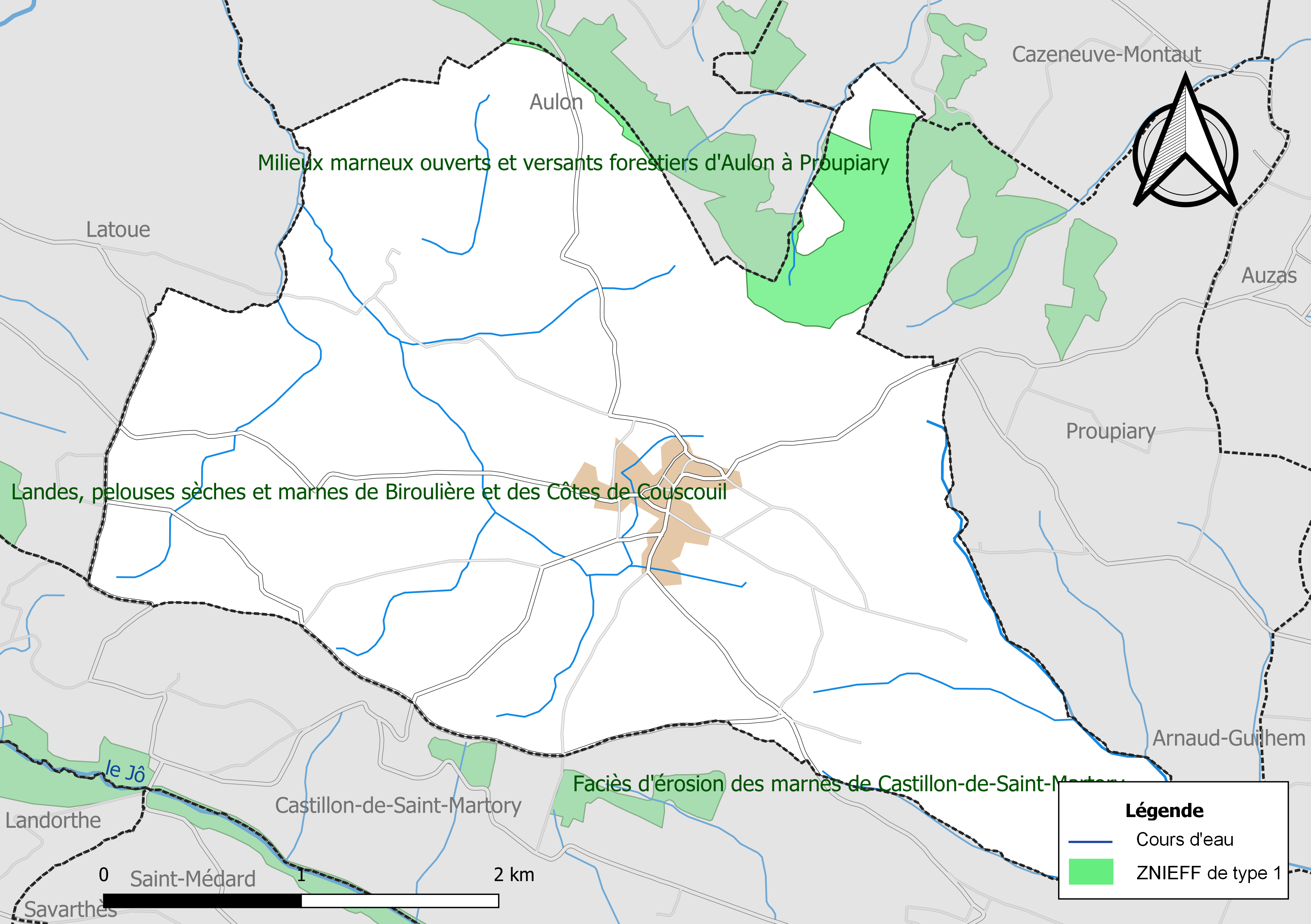
Carte de la ZNIEFF de type 1 localisée sur la commune.

L’inventaire des zones naturelles d'intérêt écologique, faunistique et floristique (ZNIEFF) a pour objectif de réaliser une couverture des zones les plus intéressantes sur le plan écologique, essentiellement dans la perspective d’améliorer la connaissance du patrimoine naturel national et de fournir aux différents décideurs un outil d’aide à la prise en compte de l’environnement dans l’aménagement du territoire.
Une ZNIEFF de type 1 est recensée sur la commune :
les « milieux marneux ouverts et versants forestiers d'Aulon à Proupiary » (220 ha), couvrant 4 communes du département et une ZNIEFF de type 2, : 
les « affleurements calcaréo-marneux des coteaux du Saint-Gaudinois » (4 492 ha), couvrant 14 communes du département.

## Urbanisme

### Typologie
Au 1er janvier 2024, Sepx est catégorisée commune rurale à habitat très dispersé, selon la nouvelle grille communale de densité à sept niveaux définie par l'Insee en 2022.
Elle est située hors unité urbaine. Par ailleurs la commune fait partie de l'aire d'attraction de Saint-Gaudens, dont elle est une commune de la couronne,. Cette aire, qui regroupe 85 communes, est catégorisée dans les aires de moins de 50 000 habitants,.

### Occupation des sols
L'occupation des sols de la commune, telle qu'elle ressort de la base de données européenne d’occupation biophysique des sols Corine Land Cover (CLC), est marquée par l'importance des territoires agricoles (79,7 % en 2018), une proportion sensiblement équivalente à celle de 1990 (79,3 %). La répartition détaillée en 2018 est la suivante : 
zones agricoles hétérogènes (43 %), terres arables (19 %), forêts (18,2 %), prairies (17,7 %), zones urbanisées (2,1 %). L'évolution de l’occupation des sols de la commune et de ses infrastructures peut être observée sur les différentes représentations cartographiques du territoire : la carte de Cassini (XVIIIe siècle), la carte d'état-major (1820-1866) et les cartes ou photos aériennes de l'IGN pour la période actuelle (1950 à aujourd'hui).

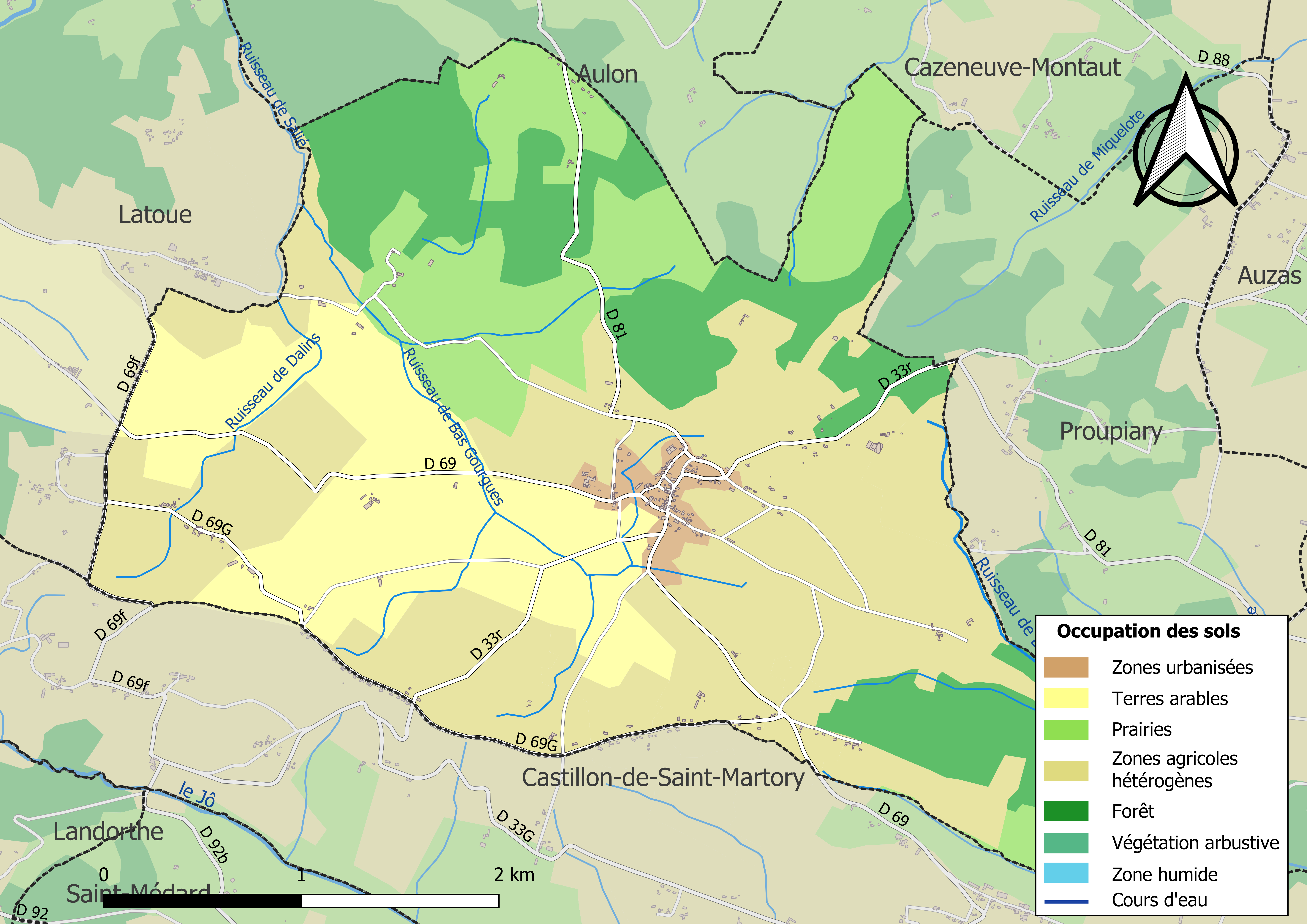
Carte des infrastructures et de l'occupation des sols de la commune en 2018 (CLC).

### Voies de communication et transports
Accès avec la ligne régulière de transport interurbain du réseau Arc-en-ciel (anciennement SEMVAT).

### Risques majeurs
Le territoire de la commune de Sepx est vulnérable à différents aléas naturels : météorologiques (tempête, orage, neige, grand froid, canicule ou sécheresse) et séisme (sismicité modérée). Un site publié par le BRGM permet d'évaluer simplement et rapidement les risques d'un bien localisé soit par son adresse soit par le numéro de sa parcelle.

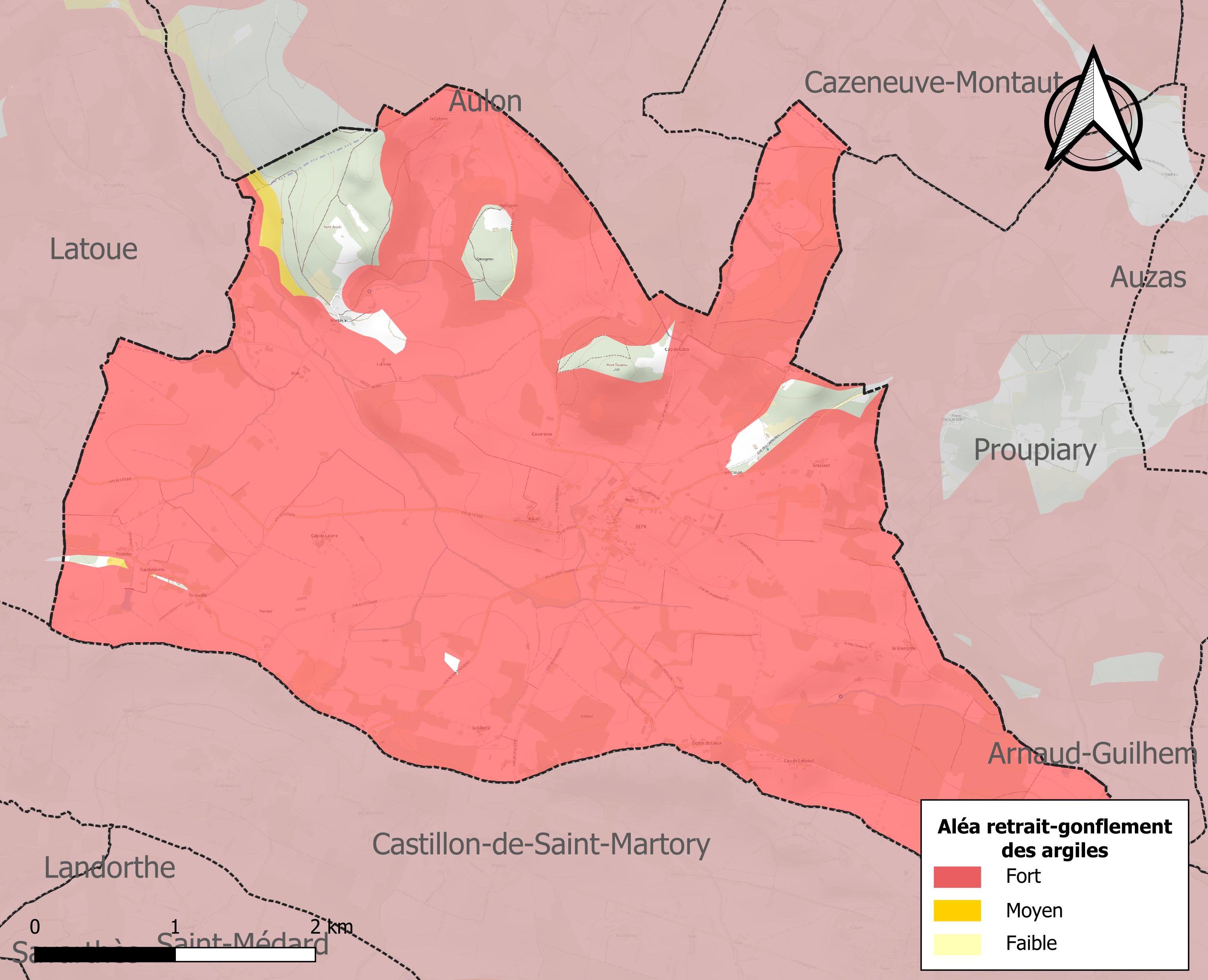
Carte des zones d'aléa retrait-gonflement des sols argileux de Sepx.

Le retrait-gonflement des sols argileux est susceptible d'engendrer des dommages importants aux bâtiments en cas d’alternance de périodes de sécheresse et de pluie. 93,7 % de la superficie communale est en aléa moyen ou fort (88,8 % au niveau départemental et 48,5 % au niveau national). Sur les 127 bâtiments dénombrés sur la commune en 2019, 122 sont en aléa moyen ou fort, soit 96 %, à comparer aux 98 % au niveau départemental et 54 % au niveau national. Une cartographie de l'exposition du territoire national au retrait gonflement des sols argileux est disponible sur le site du BRGM,.
Par ailleurs, afin de mieux appréhender le risque d’affaissement de terrain, l'inventaire national des cavités souterraines permet de localiser celles situées sur la commune.
Concernant les mouvements de terrains, la commune a été reconnue en état de catastrophe naturelle au titre des dommages causés par la sécheresse en 1989, 1993, 2003, 2012 et 2017 et par des mouvements de terrain en 1999.

## Toponymie
Ses habitants sont appelés les Sepxois.

## Histoire
La découverte d'une urne funéraire romaine atteste une présence gallo-romaine sur le site.
Le nom du village pourrait d'ailleurs provenir du latin saepes, saepis, qui désigne un lieu fermé protégé par une clôture.
Effectivement, au VIIIe siècle, une enceinte fortifiée aurait été élevée lors des invasions sarrasines, selon l'instituteur local auteur d'une monographie datée de 1887 (Archives départementales de la Haute-Garonne, BR4-505). Le nom du lieu aurait pu se former à partir de ce moment. Au Moyen Âge, Sepx est une seigneurie dépendant des abbés de l'abbaye de Bonnefont, située en partie sur le territoire de la commune.
Par la suite, le village est rattaché à la Guyenne (1490) ainsi qu'au Parlement et à la sénéchaussée de Toulouse. Aujourd'hui, Sepx est une commune de 200 habitants, à vocation rurale et touristique.

## Politique et administration

### Administration municipale
Le nombre d'habitants au recensement de 2011 étant compris entre 100 et 499, le nombre de membres du conseil municipal pour l'élection de 2014 est de onze,.

### Rattachements administratifs et électoraux
Commune faisant partie de la huitième circonscription de la Haute-Garonne, de la communauté de communes Cagire-Garonne-Salat et du canton de Bagnères-de-Luchon (avant le redécoupage départemental de 2014, Sepx faisait partie de l'ex-canton de Saint-Martory) et avant le 1er janvier 2017 elle faisait partie de la communauté de communes du canton de Saint-Martory.

### Liste des maires

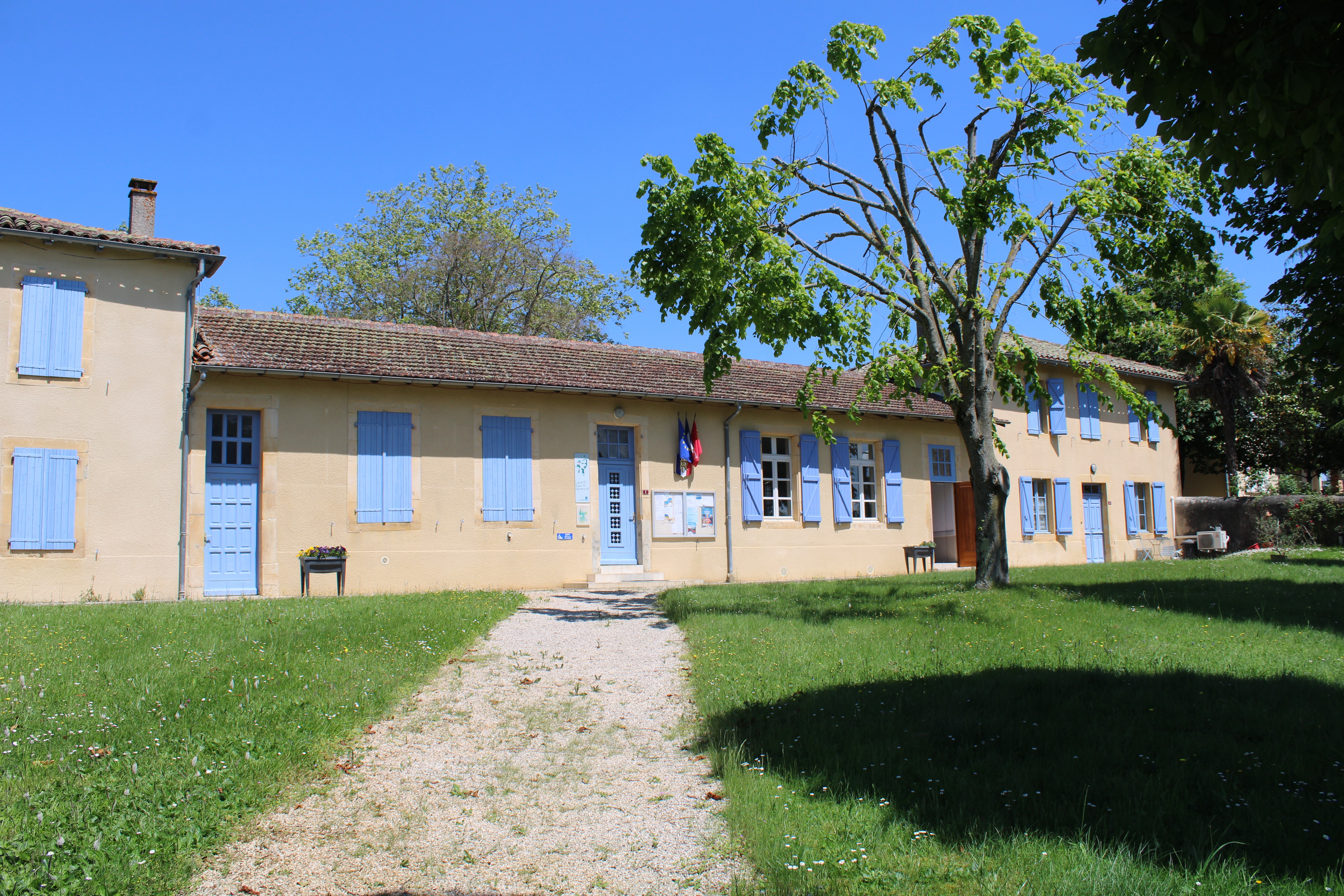
La mairie.

| Période                                  | Période   | Identité              | Étiquette     | Qualité |
| ---------------------------------------- | --------- | --------------------- | ------------- | ------- |
| mars 1965                                | mars 2001 | François Lannes       | PS            |         |
| mars 2001                                | mars 2008 | Hubert Vitte          |               |         |
| mars 2008                                | mars 2014 | Henri Saux            | Apparenté PCF |         |
| 2014                                     | 2020      | Pierre Saux           |               |         |
| 2020                                     | En cours  | Marlène Saint-Blancat |               |         |
| Les données manquantes sont à compléter. |           |                       |               |         |

### Accueil
L’accueil des  administrés est assuré tous les mardis et jeudis de 14 h à 17 h à la mairie.

## Population et société

### Démographie
| 1793 | 1800 | 1806 | 1821 | 1831 | 1836 | 1841 | 1846 | 1851 |
| ---- | ---- | ---- | ---- | ---- | ---- | ---- | ---- | ---- |
| 401  | 405  | 472  | 486  | 515  | 606  | 619  | 627  | 635  |

| 1856 | 1861 | 1866 | 1872 | 1876 | 1881 | 1886 | 1891 | 1896 |
| ---- | ---- | ---- | ---- | ---- | ---- | ---- | ---- | ---- |
| 577  | 522  | 480  | 502  | 506  | 508  | 450  | 417  | 414  |

| 1901 | 1906 | 1911 | 1921 | 1926 | 1931 | 1936 | 1946 | 1954 |
| ---- | ---- | ---- | ---- | ---- | ---- | ---- | ---- | ---- |
| 406  | 411  | 317  | 288  | 316  | 283  | 288  | 247  | 228  |

| 1962 | 1968 | 1975 | 1982 | 1990 | 1999 | 2004 | 2006 | 2009 |
| ---- | ---- | ---- | ---- | ---- | ---- | ---- | ---- | ---- |
| 206  | 217  | 186  | 186  | 157  | 153  | 148  | 149  | 200  |

| 2014 | 2019 | 2022 | - | - | - | - | - | - |
| ---- | ---- | ---- | - | - | - | - | - | - |
| 221  | 210  | 200  | - | - | - | - | - | - |

| selon la population municipale des années : | 1968 | 1975 | 1982 | 1990 | 1999 | 2006 | 2009 | 2013 |
| Rang de la commune dans le département      | 205  | 298  | 338  | 391  | 403  | 421  | 389  | 375  |
| Nombre de communes du département           | 592  | 582  | 586  | 588  | 588  | 588  | 589  | 589  |

A la veille de la Révolution, Sepx aurait compté 330 habitants. D'après une monographie rédigée par l'instituteur du village en 1881, la commune aurait atteint un maximum de population de 653 habitants en 1822. À partir de cette date, la population ne cesse de décroître (627 habitants en 1846, 508 en 1881, et jusqu'à 148 habitants en 2004).
À partir de cette date, les recensements font état d'une remontée régulière de la population, qui est repassée au-dessus du seuil des 200 habitants en 2009. 

L'évolution de tous les effectifs de population depuis 1793 accessible via le site Cassini de l'EHESS livre des informations différentes sur la période allant de la Révolution au milieu du XIXe siècle. Ce déclin démographique des villages à partir du milieu du XIXe siècle est celui que l'on retrouve dans presque tous les villages de la Haute-Garonne.

## Économie

### Revenus
En 2018  (données Insee publiées en septembre 2021), la commune compte 91 ménages fiscaux, regroupant 196 personnes. La médiane du revenu disponible par unité de consommation est de 21 170 € (23 140 € dans le département).

### Emploi
|                | 2008  | 2013   | 2018  |
| -------------- | ----- | ------ | ----- |
| Commune        | 7,5 % | 10,2 % | 8,6 % |
| Département    | 7,7 % | 9,6 %  | 9,3 % |
| France entière | 8,3 % | 10 %   | 10 %  |

En 2018, la population âgée de 15 à 64 ans s'élève à 120 personnes, parmi lesquelles on compte 80,2 % d'actifs (71,6 % ayant un emploi et 8,6 % de chômeurs) et 19,8 % d'inactifs,. Depuis 2008, le taux de chômage communal (au sens du recensement) des 15-64 ans est inférieur à celui de la France et du département.
La commune fait partie de la couronne de l'aire d'attraction de Saint-Gaudens, du fait qu'au moins 15 % des actifs travaillent dans le pôle,. Elle compte 20 emplois en 2018, contre 18 en 2013 et 30 en 2008. Le nombre d'actifs ayant un emploi résidant dans la commune est de 87, soit un indicateur de concentration d'emploi de 22,5 % et un taux d'activité parmi les 15 ans ou plus de 52,5 %.
Sur ces 87 actifs de 15 ans ou plus ayant un emploi, 17 travaillent dans la commune, soit 19 % des habitants. Pour se rendre au travail, 90,5 % des habitants utilisent un véhicule personnel ou de fonction à quatre roues, 1,2 % les transports en commun, 1,2 % s'y rendent en deux-roues, à vélo ou à pied et 7,1 % n'ont pas besoin de transport (travail au domicile).

### Activités hors agriculture
12 établissements sont implantés  à Sepx au 31 décembre 2019.
Le secteur de l'industrie manufacturière, des industries extractives et autres est prépondérant sur la commune puisqu'il représente 33,3 % du nombre total d'établissements de la commune (4 sur les 12 entreprises implantées  à Sepx), contre 5,7 % au niveau départemental.

### Agriculture
La commune est dans les « Coteaux de Gascogne », une petite région agricole occupant une partie ouest du département de la Haute-Garonne, constitué d'un relief de cuestas et de vallées peu profondes, creusés par les rivières issues du massif pyrénéen, avec une activité de polyculture et d’élevage. En 2020, l'orientation technico-économique de l'agriculture  sur la commune est la polyculture et/ou le polyélevage.
|               | 1988 | 2000  | 2010 | 2020  |
| ------------- | ---- | ----- | ---- | ----- |
| Exploitations | 17   | 19    | 16   | 20    |
| SAU (ha)      | 622  | 1 312 | 937  | 1 209 |

Le nombre d'exploitations agricoles en activité et ayant leur siège dans la commune est passé de 17 lors du recensement agricole de 1988  à 19 en 2000 puis à 16 en 2010 et enfin à 20 en 2020, soit une baisse de 1 % en 32 ans. Le même mouvement est observé à l'échelle du département qui a perdu pendant cette période 57 % de ses exploitations,. La surface agricole utilisée sur la commune a quant à elle augmenté, passant de 622 ha en 1988 à 1 209 ha en 2020. Parallèlement la surface agricole utilisée moyenne par exploitation a augmenté, passant de 37 à 60 ha.

## Culture locale et patrimoine

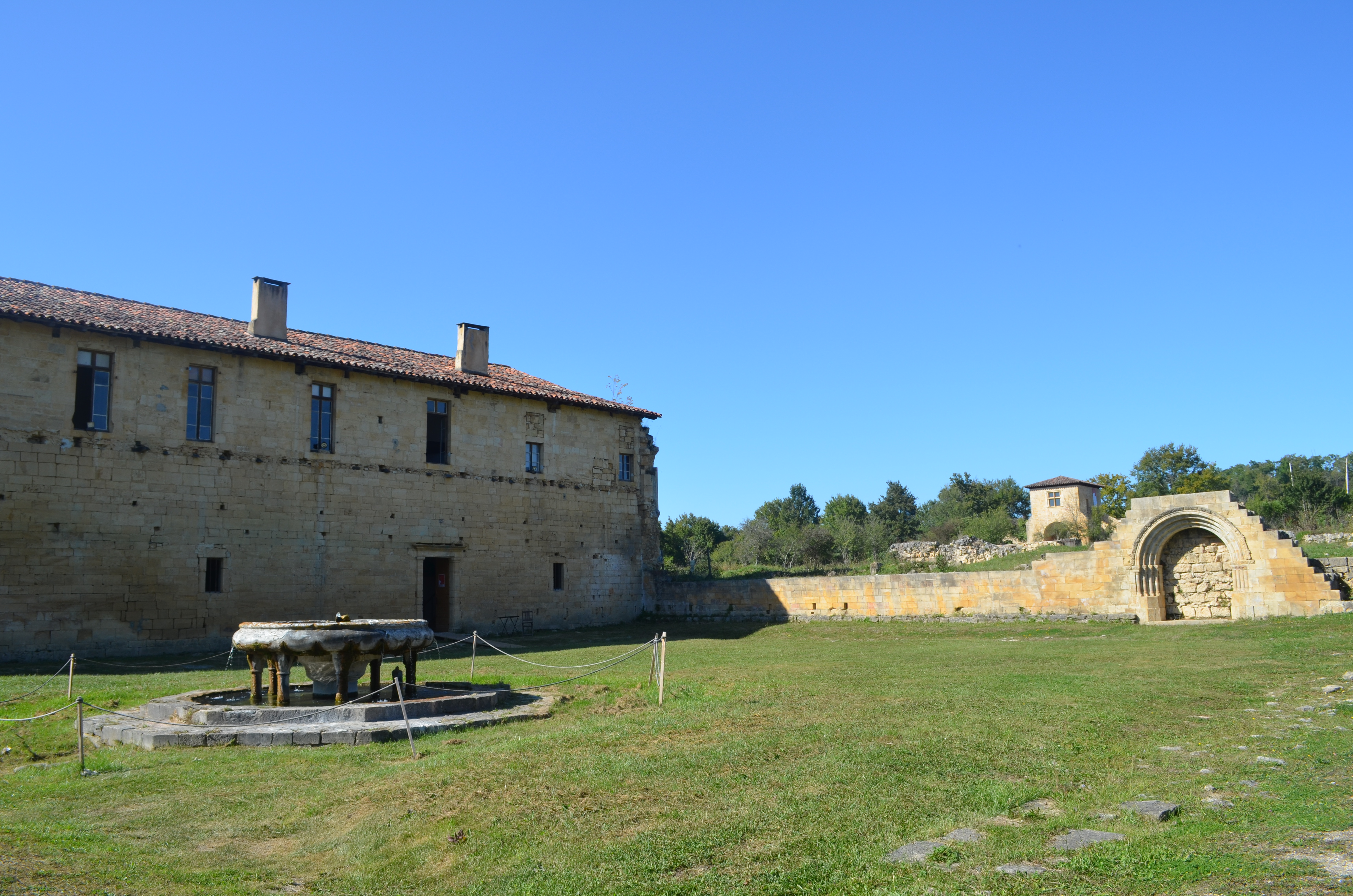
L'abbaye cistercienne de Bonnefont.

### Lieux et monuments
- Urne cinéraire.

Trouvée au carrefour de Sainte-Barbe, cette urne en marbre d'époque gallo-romaine devait renfermer les cendres d'un couple défunt dont le portrait est représenté sur la cuve. Elle était probablement surmontée d'un couvercle qui n'a pas été retrouvé.
- L'église Notre-Dame-de-l'Assomption dont son clocher du XIVe siècle est inscrit à l'inventaire des monuments historiques depuis 1966[39]. C'est un clocher-mur en pierre de taille, percé de 5 fenêtres à ogive triangulaire et surmonté de créneaux. À sa base, une coursive (ou chemin de ronde) crénelée supportée par de faux mâchicoulis et encadrée par deux tours carrées porte le blason de la famille des Mauléon, qui compte les anciens abbés commendataires de l'abbaye cistercienne de Bonnefont et seigneurs de Sepx. L'église conserve un ancien portail gothique aujourd'hui muré, dont on aperçoit les premières colonnes et le départ des chapiteaux à décor floral (feuilles de vigne). La nef a été rehaussée et partiellement reconstruite au XIXe siècle.
- Calvaire

À la sortie du village, en bordure de la départementale qui conduit à Saint-Gaudens, s'élève un calvaire en pierre, formé d'un grande croix centrale entourée de grilles de fer forgé et de quatre statues de centurions romains et de personnages évangéliques.
- Abbaye de Bonnefont

### Galerie

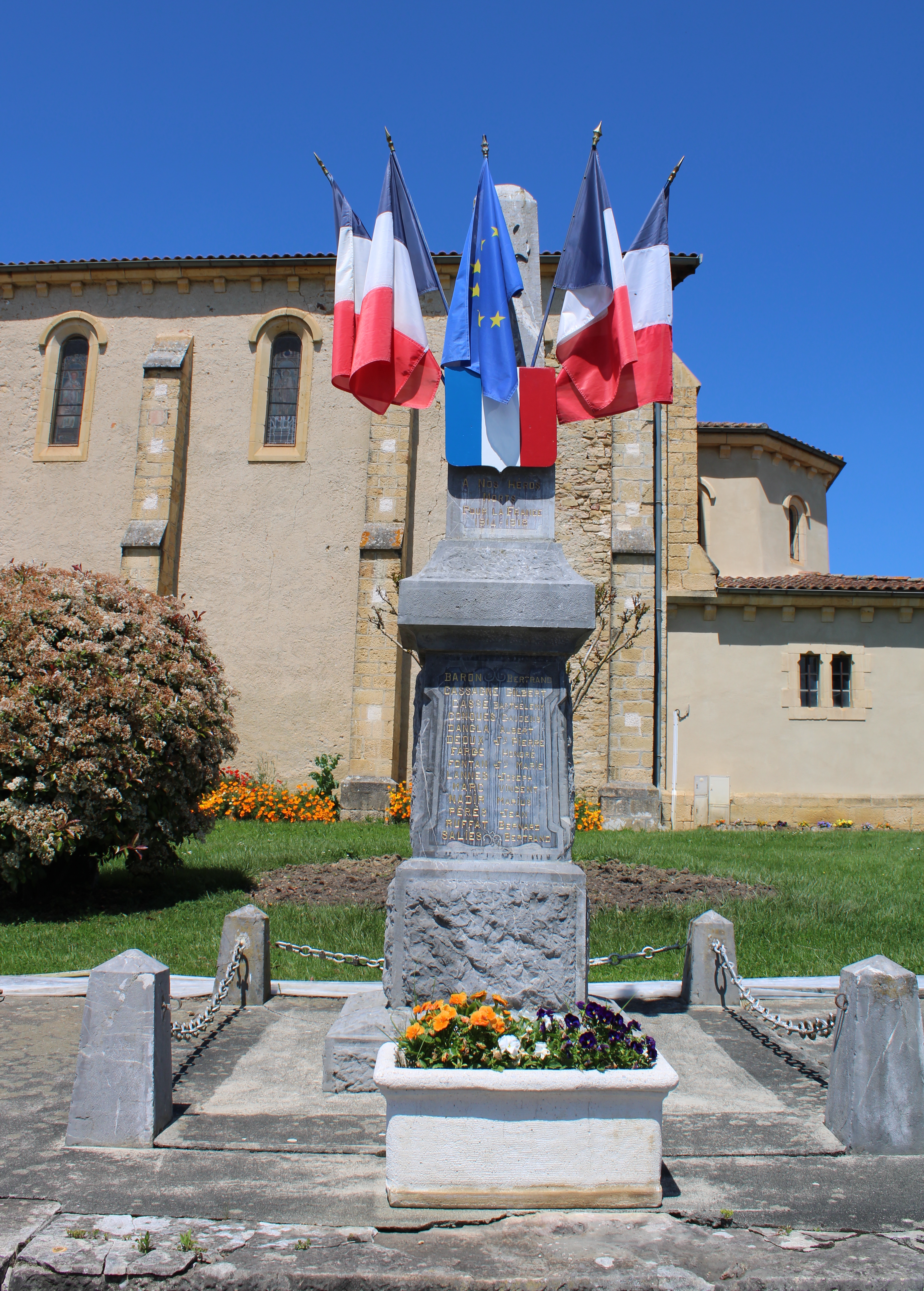
Le monument aux morts.
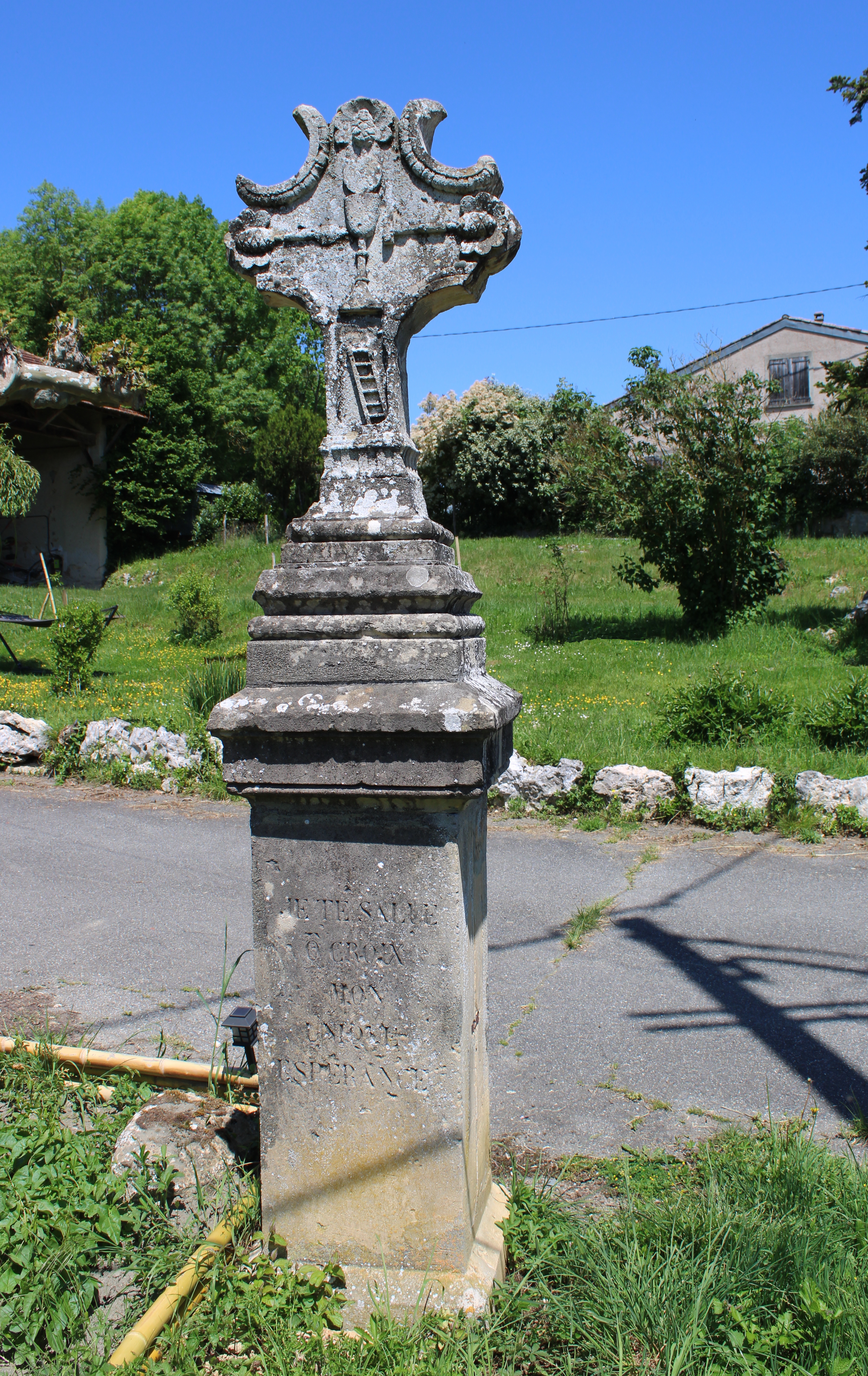
Le calvaire.
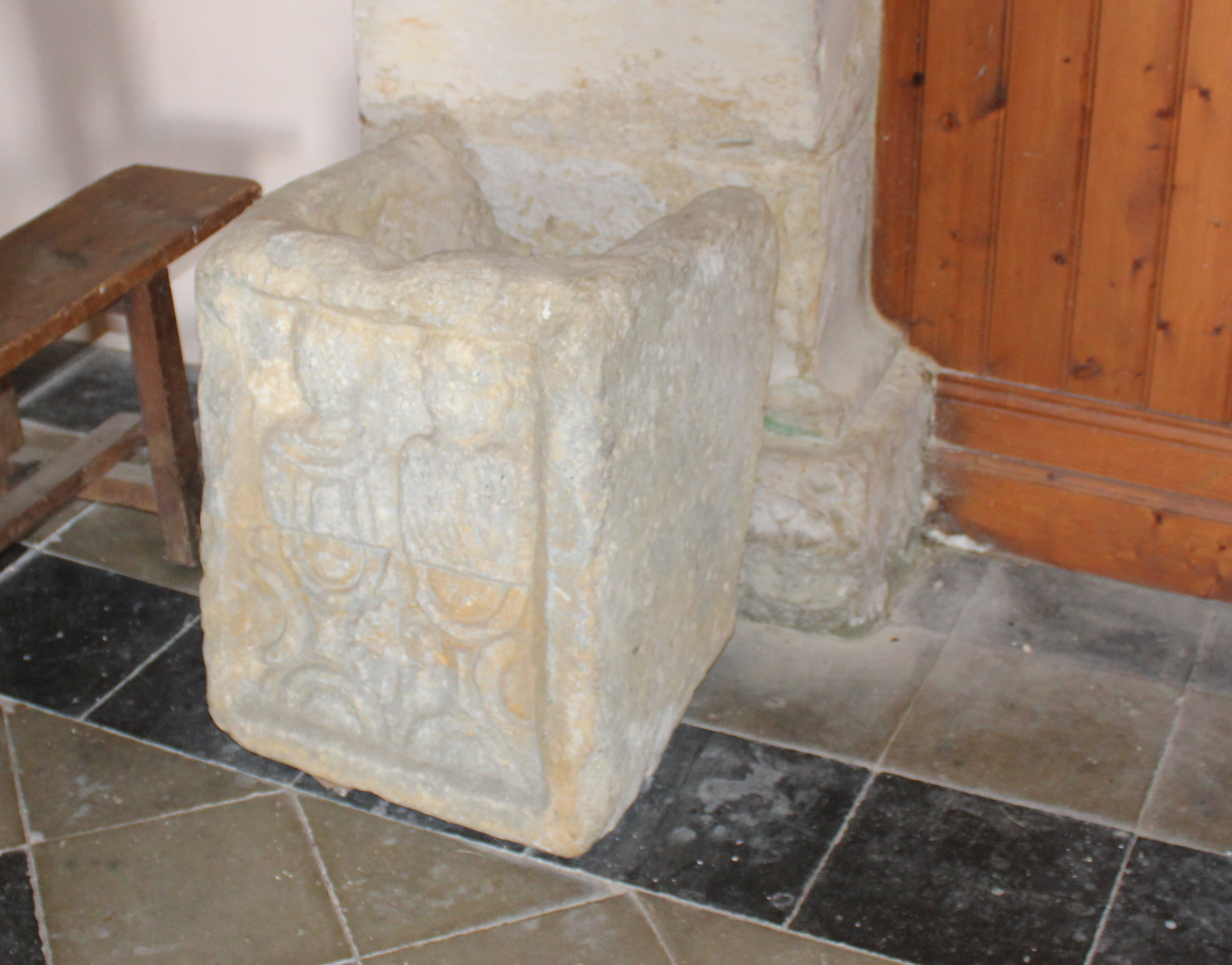
Urne cinéraire dans l'église.
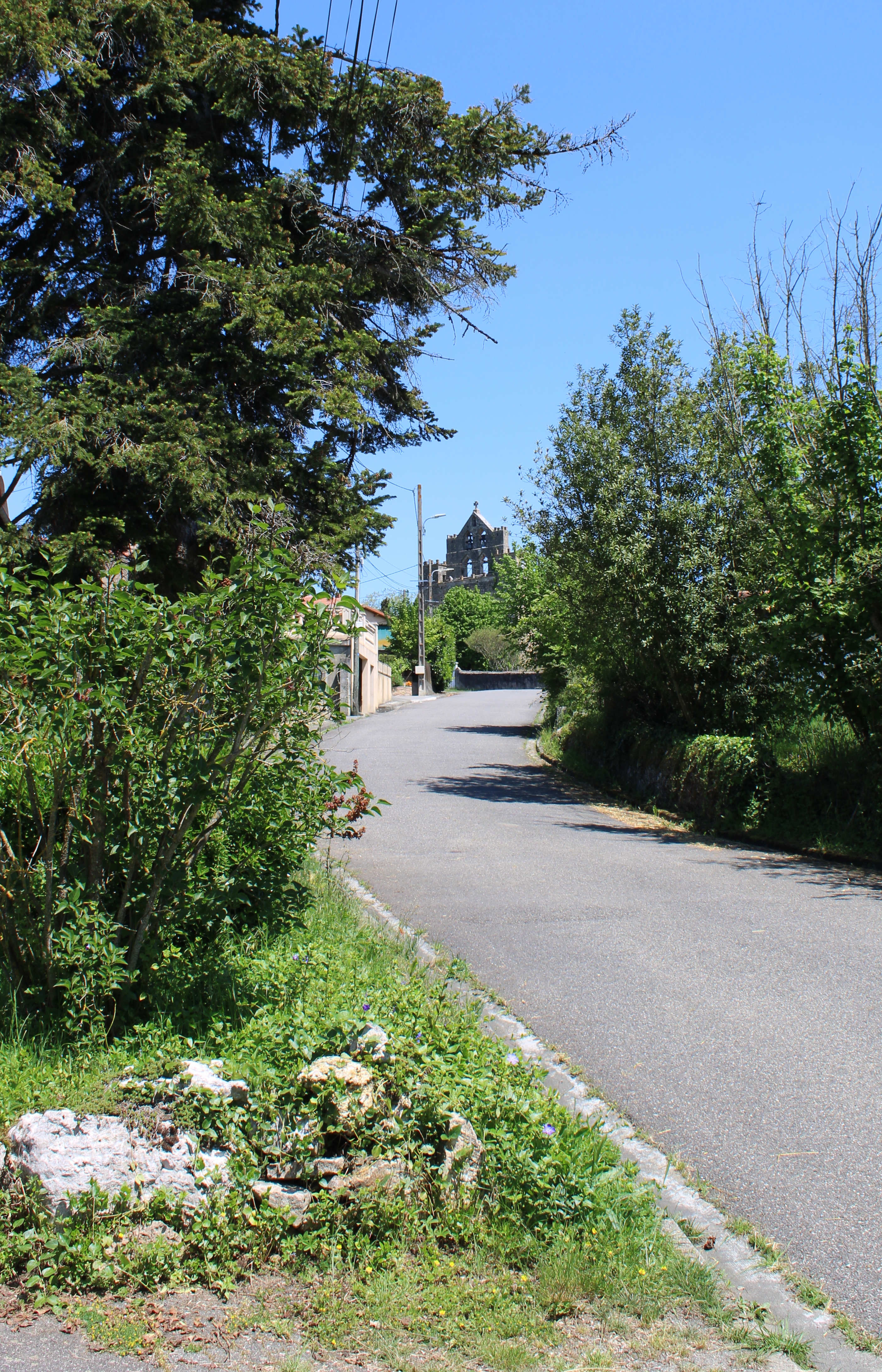
Une rue du village.
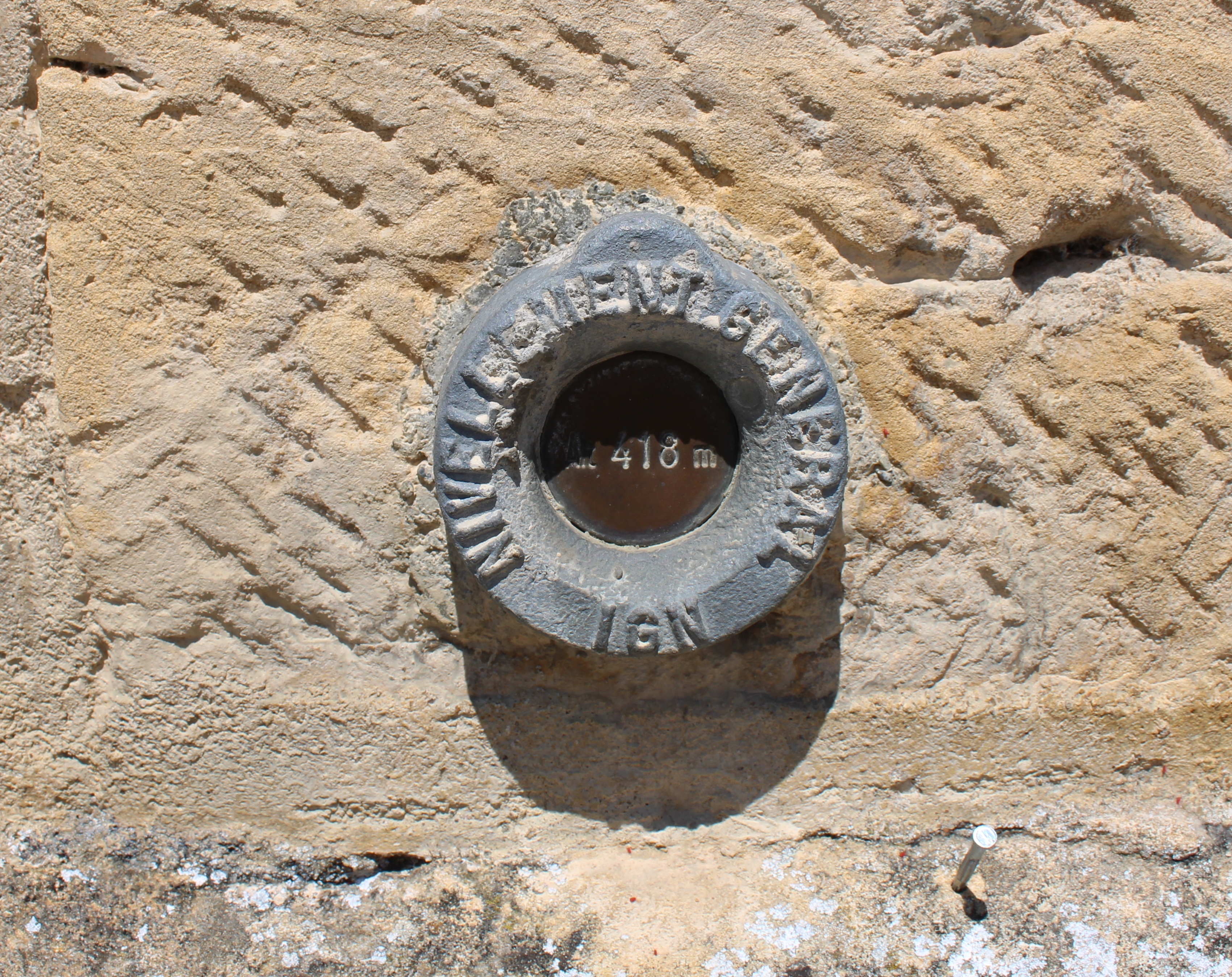
Borne de nivellement sur l'église : altitude 418 m.

### L'église

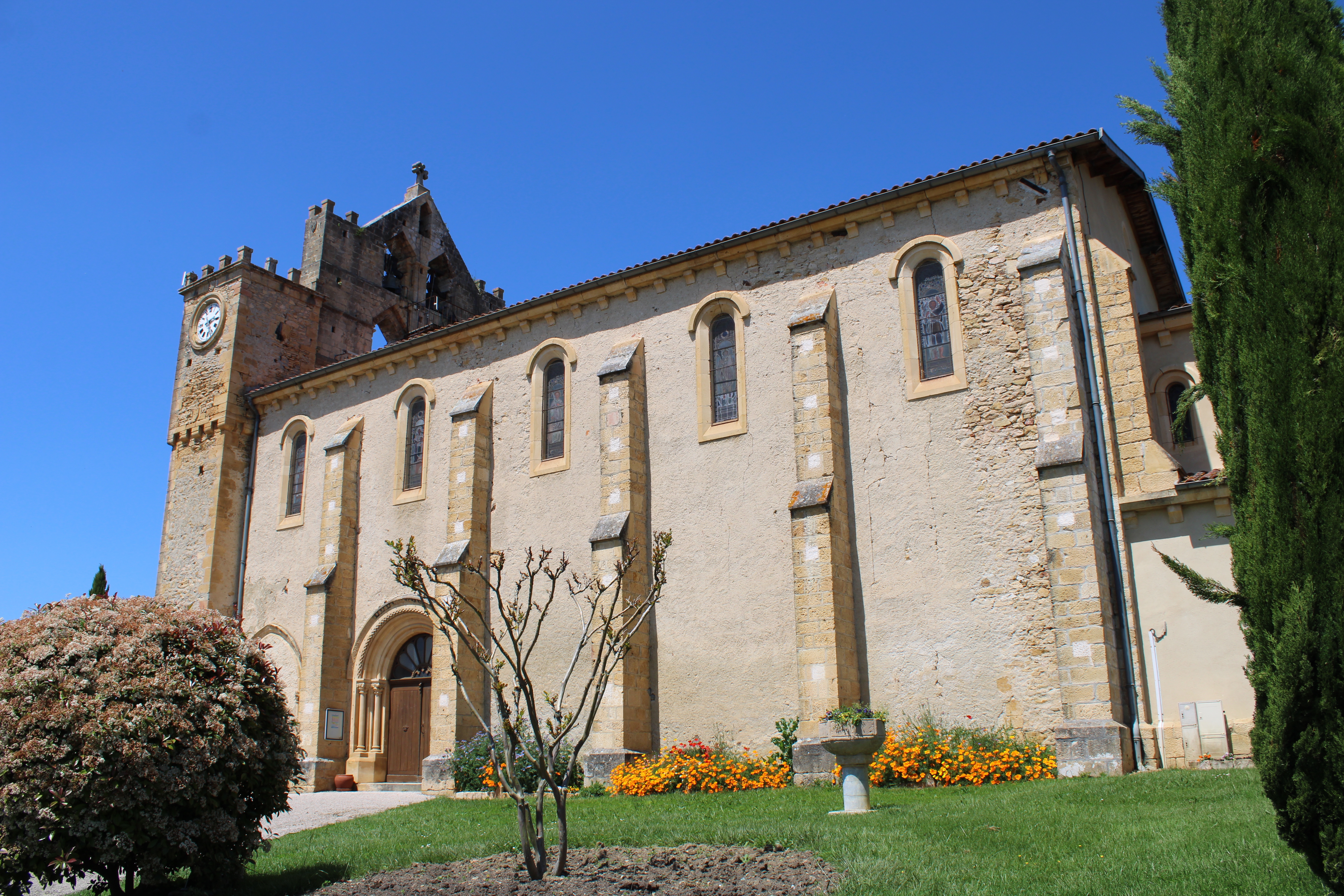
Vue latérale de l'église.
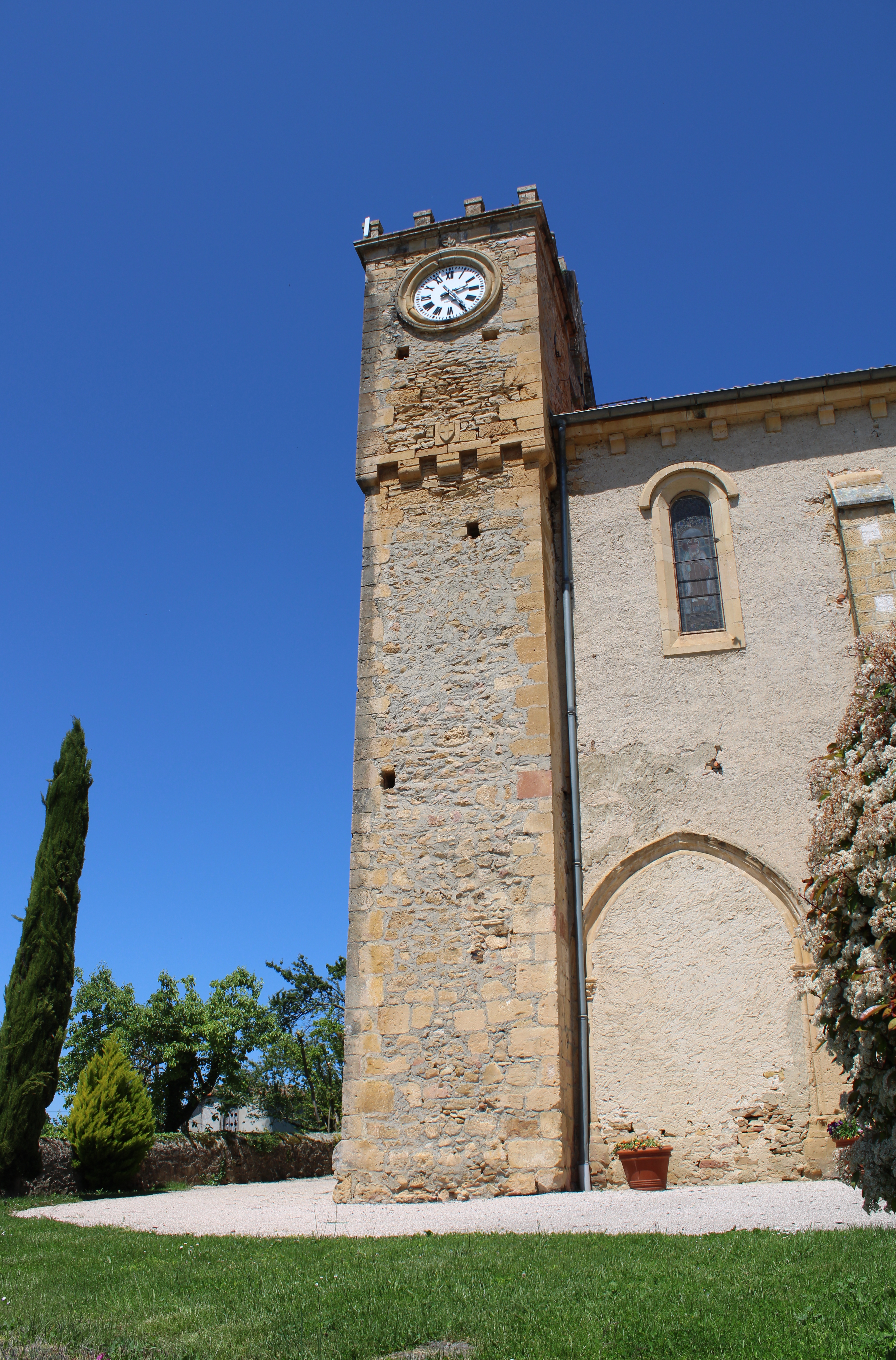
Le clocher-mur de l'église
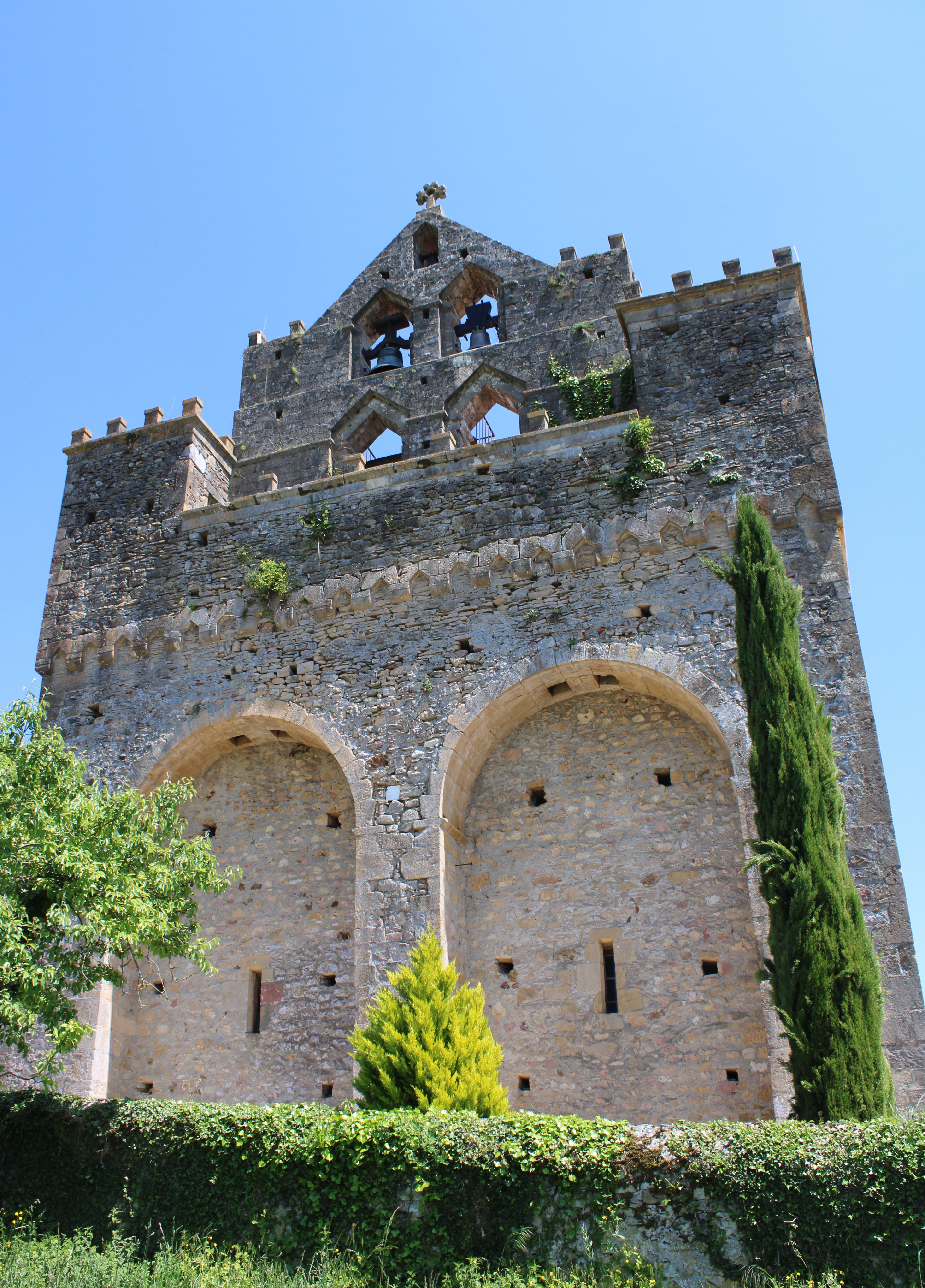
Le clocher-mur de l'église.
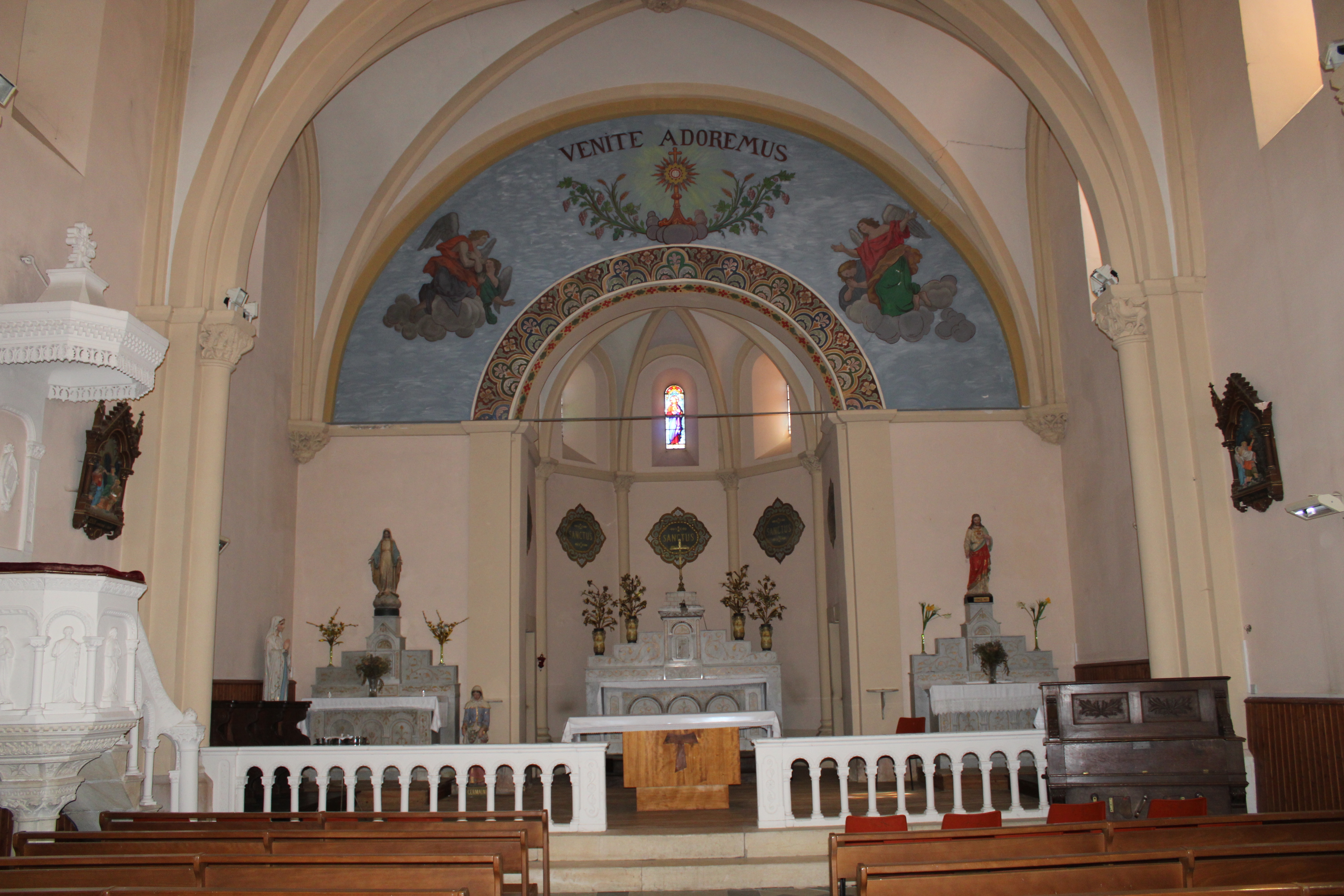
Le chevet.
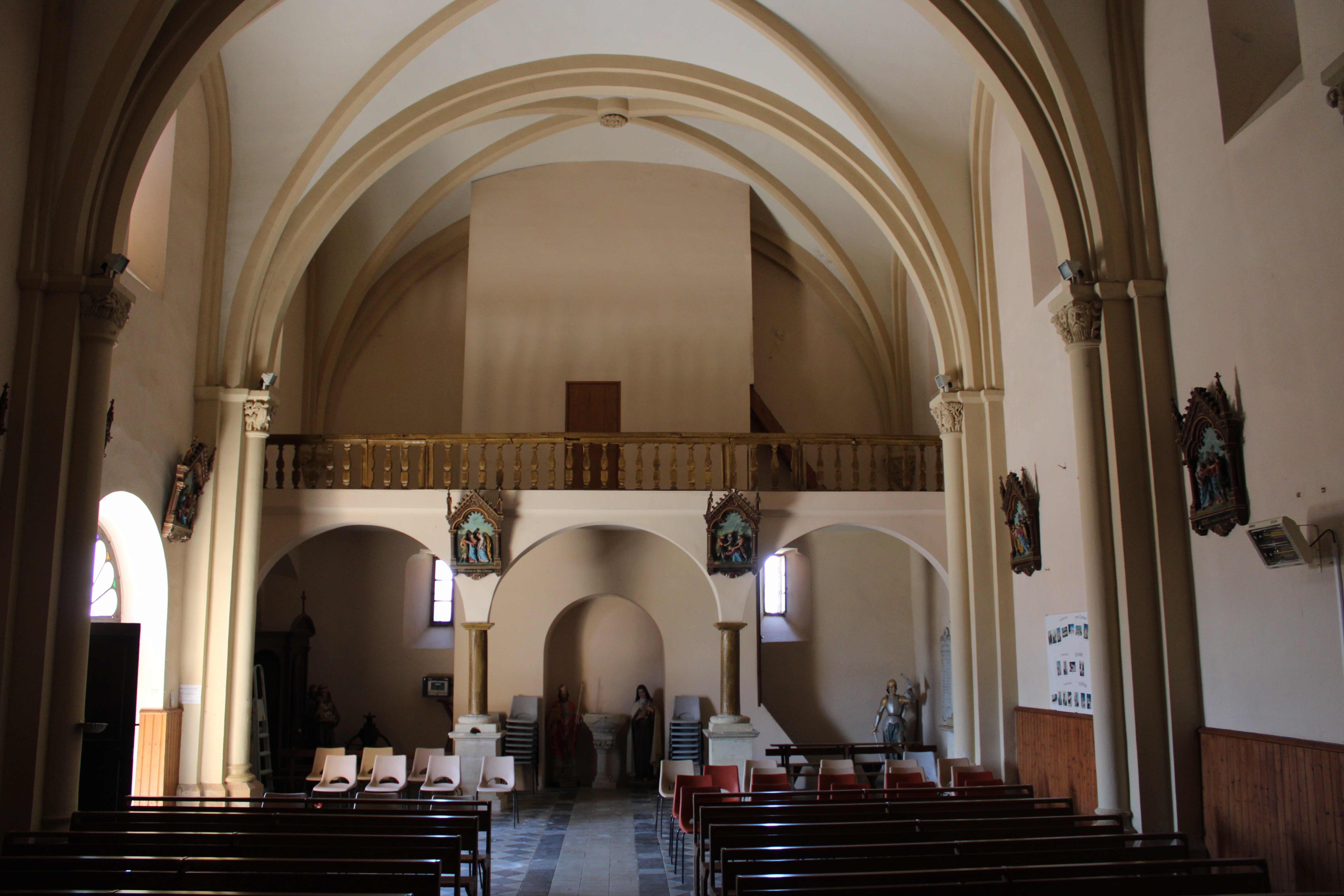
La nef côté clocher-mur
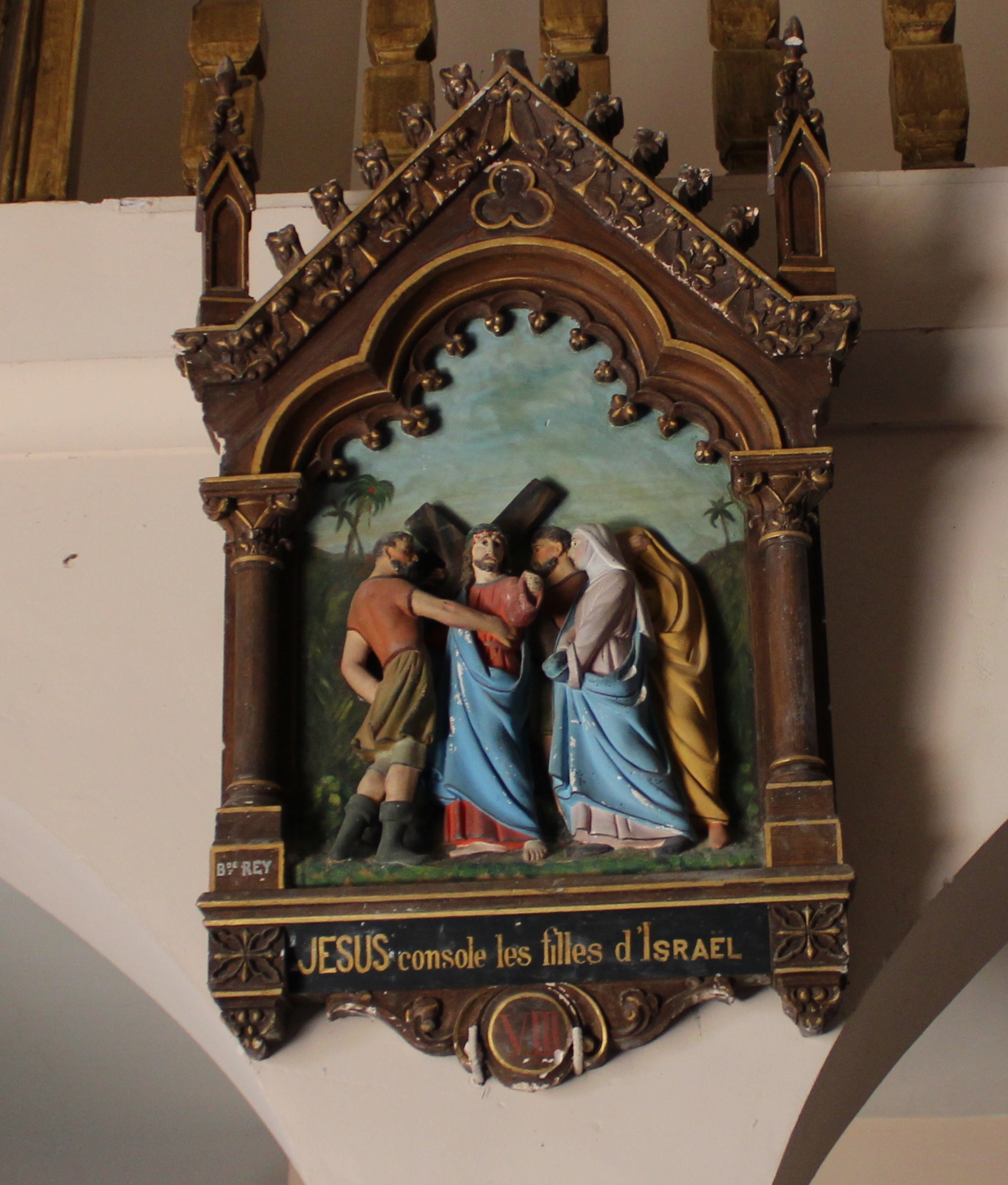
Chemin de croix Station VIII.

## Pour approfondir